# Schloßborn
Schloßborn is een plaats in de Duitse gemeente Glashütten (Taunus), deelstaat Hessen, en telt 3000 inwoners.

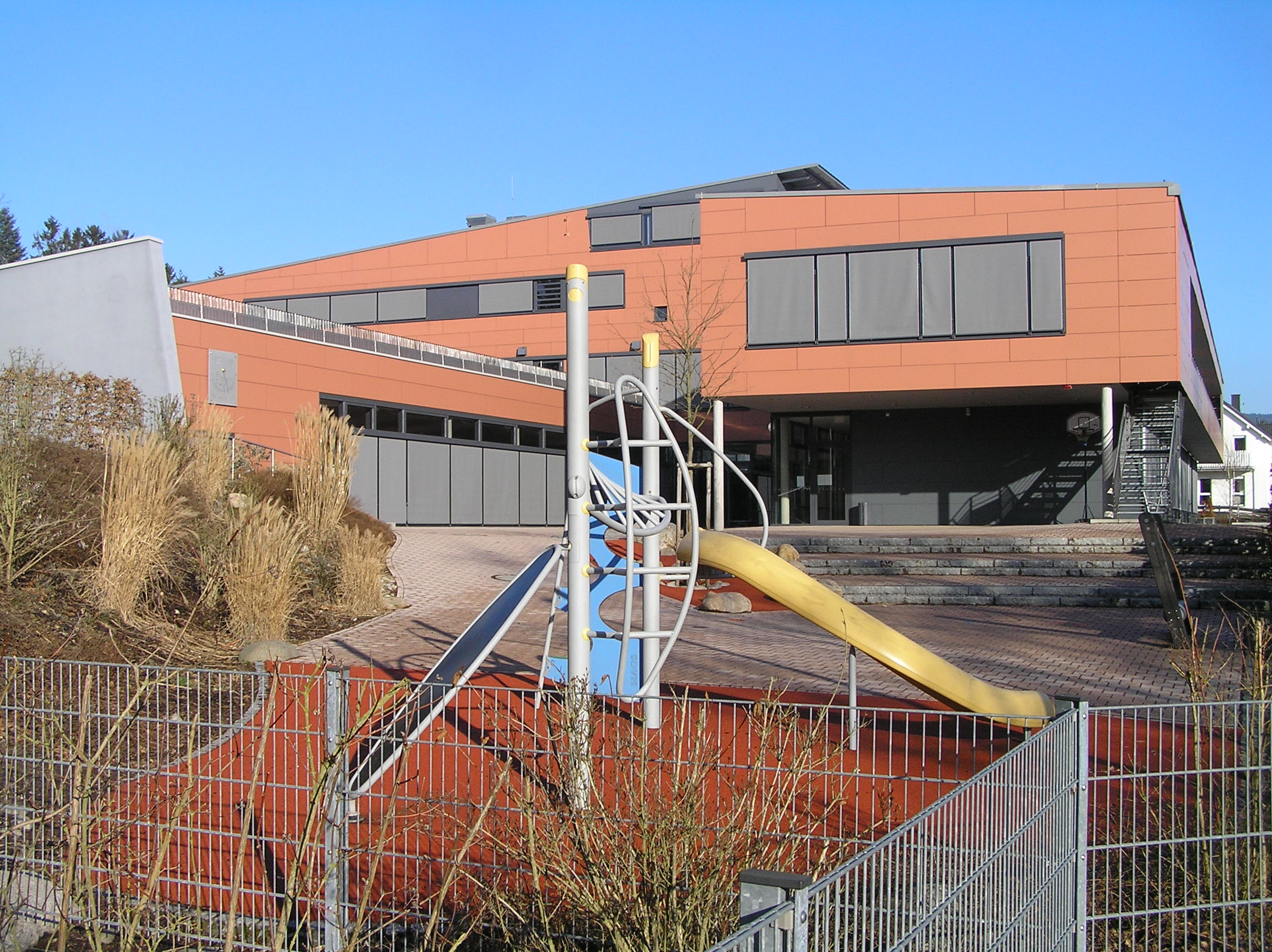
school

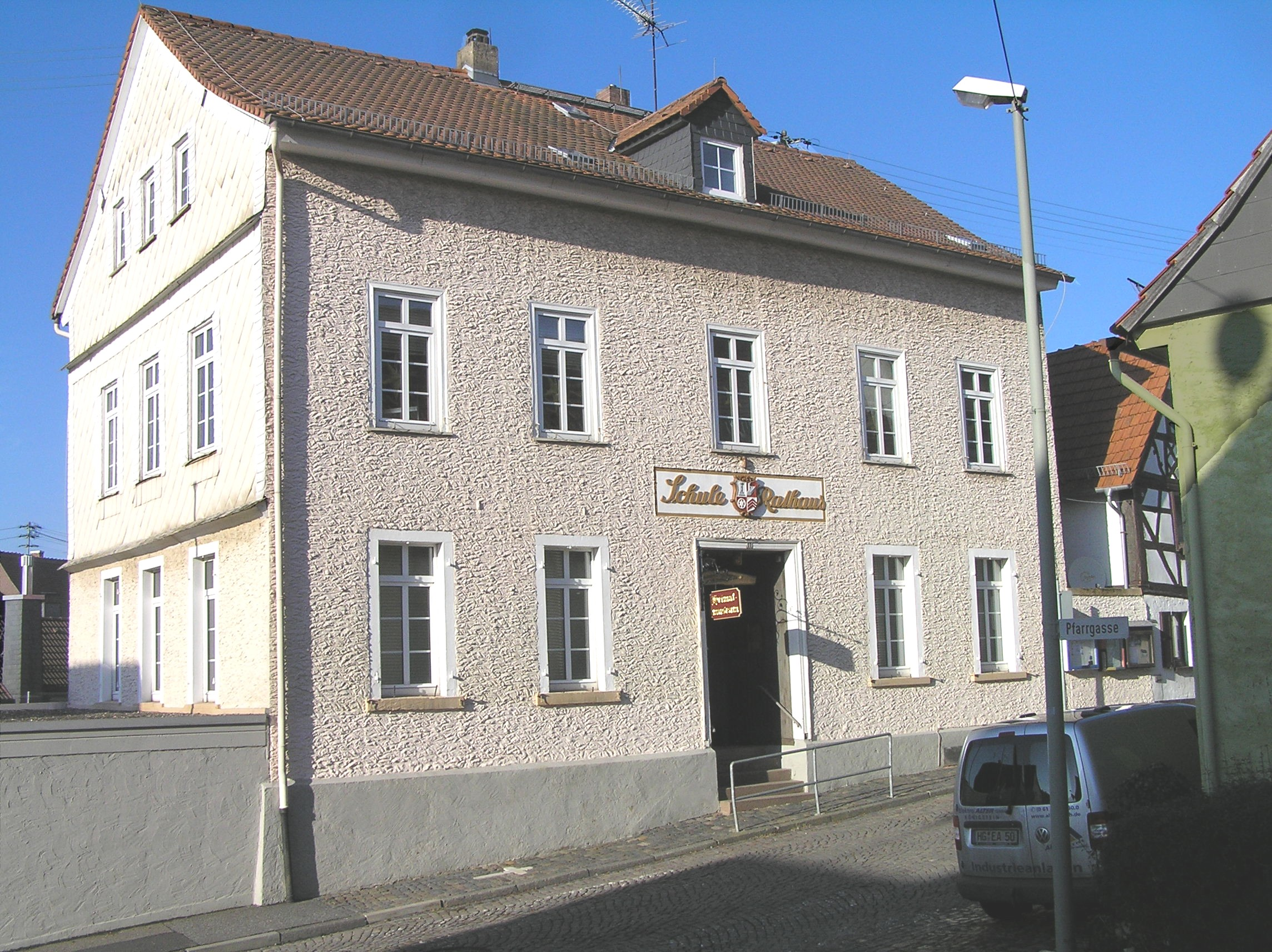
Museum

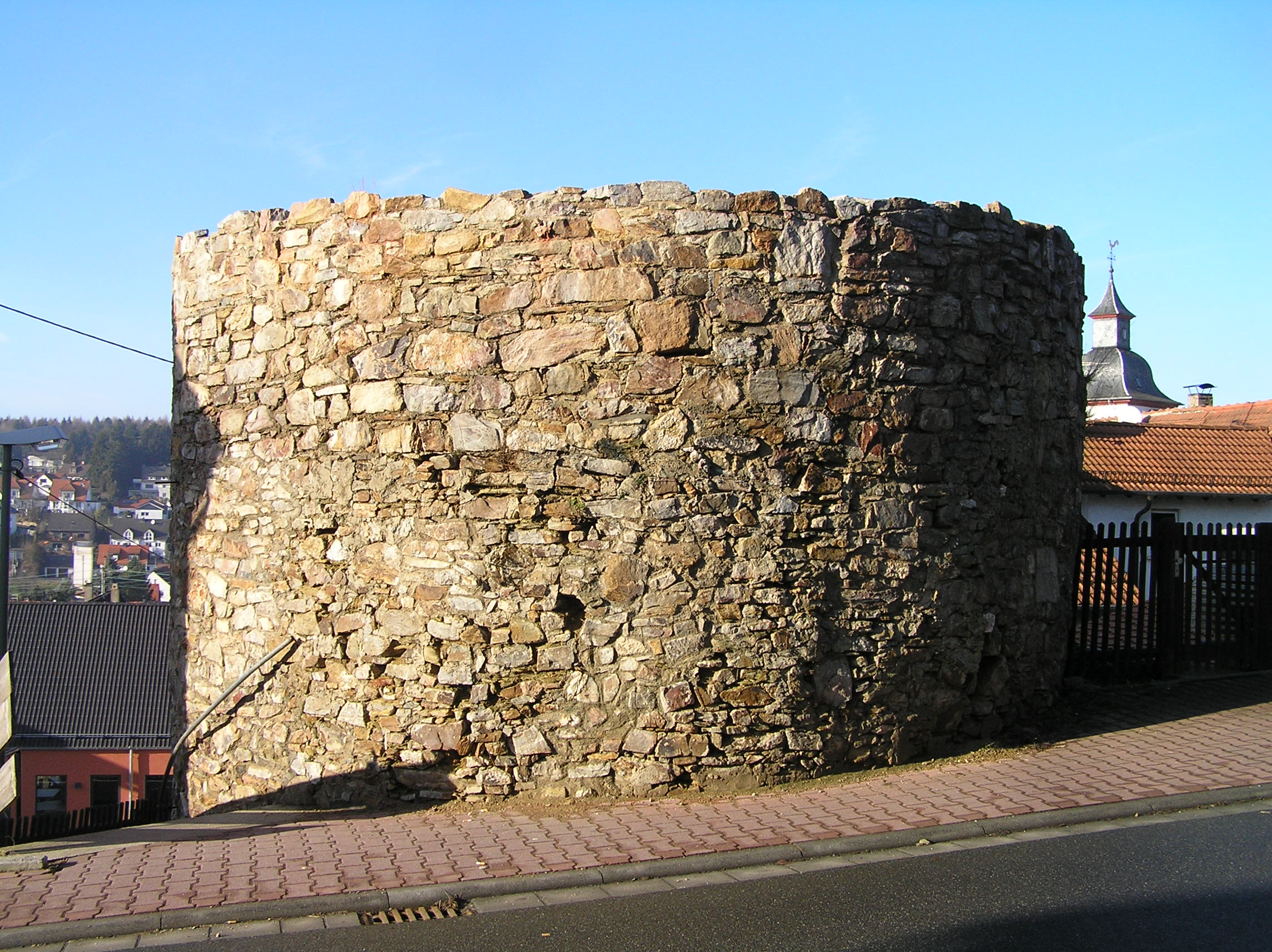
Toren

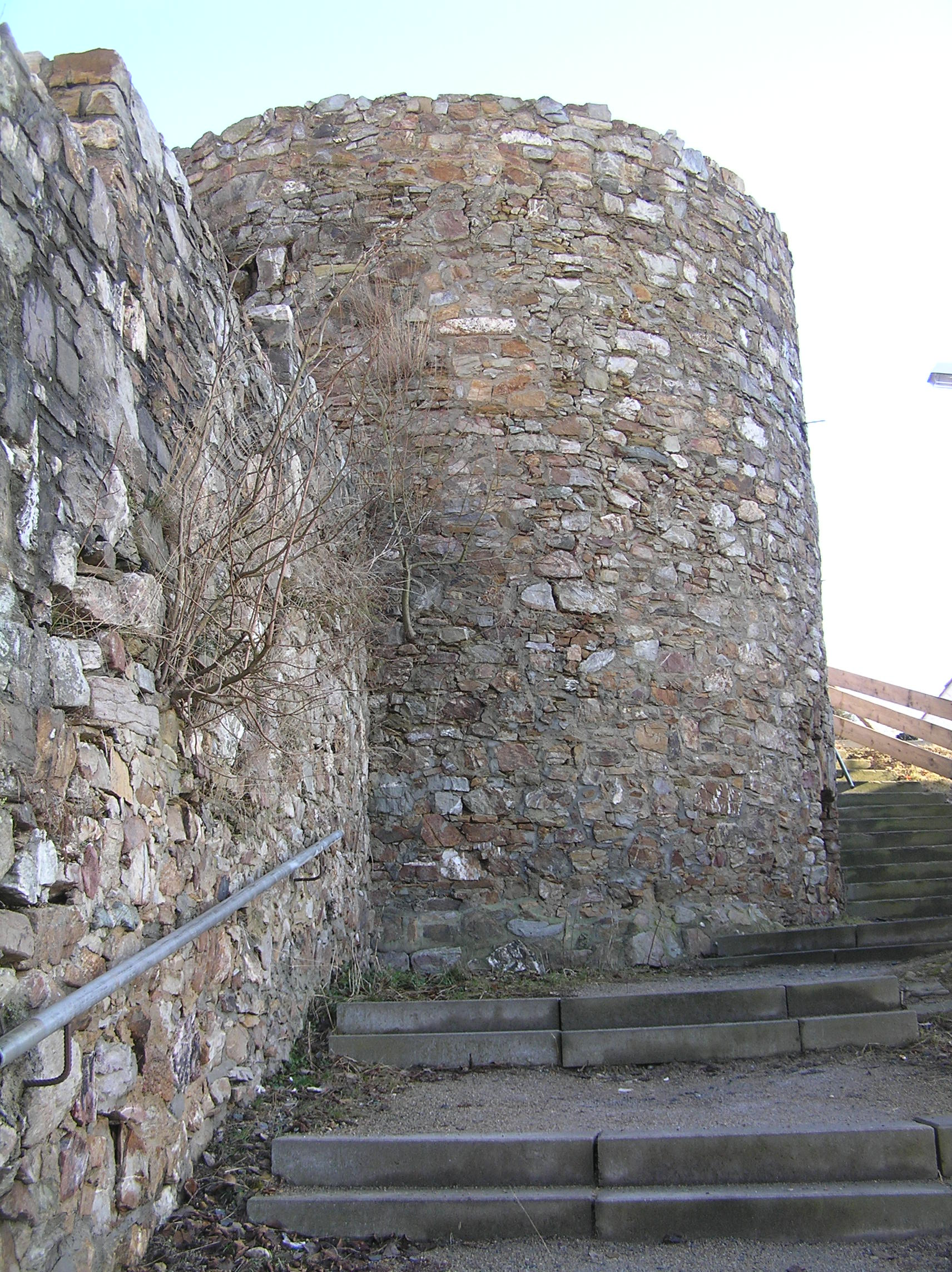
Toren & Muur